# هاینتس هوفمان
هاینتس هوفمان (آلمانی: Heinz Hoffmann؛ ۲۸ نوامبر ۱۹۱۰ – ۲ دسامبر ۱۹۸۵) وزیر دفاع جمهوری دموکراتیک آلمان و از ۲ اکتبر ۱۹۷۳ عضو کمیته مرکزی حزب اتحاد سوسیالیستی آلمان بود.
وی همچنین برنده جوایزی همچون نشان لنین و درجه پرچم سرخ شده است.